# وربل (مقاطعة دورة)
وربل (بالفارسية: ورپل) هي قرية تقع في قسم كشكان الريفي (مقاطعة دورة) في إيران. يقدر عدد سكانها بـ 300 نسمة .